# The Haunted House
The Haunted House é um curta-metragem de animação produzido nos Estados Unidos, dirigido por Walt Disney e lançado em 1929.